# 维利耶埃尔比斯
维利耶埃尔比斯（法語：Villiers-Herbisse，法語發音：[vilje ɛʁbis]）是法国奥布省的一个市镇，属于特鲁瓦区。

## 地理
维利耶埃尔比斯（48°38'9"N, 4°6'43"E）面积26.44 平方千米，位于法国大東部大區奥布省，该省份为法国中北部省份，北起马恩省，西接塞纳-马恩省，西南至约讷省，东南至科多尔省，东临上马恩省。
与维利耶埃尔比斯接壤的市镇（或旧市镇、城区）包括：尚弗勒里、埃尔比斯、马伊勒康、萨隆、瑟穆瓦讷、特鲁昂。

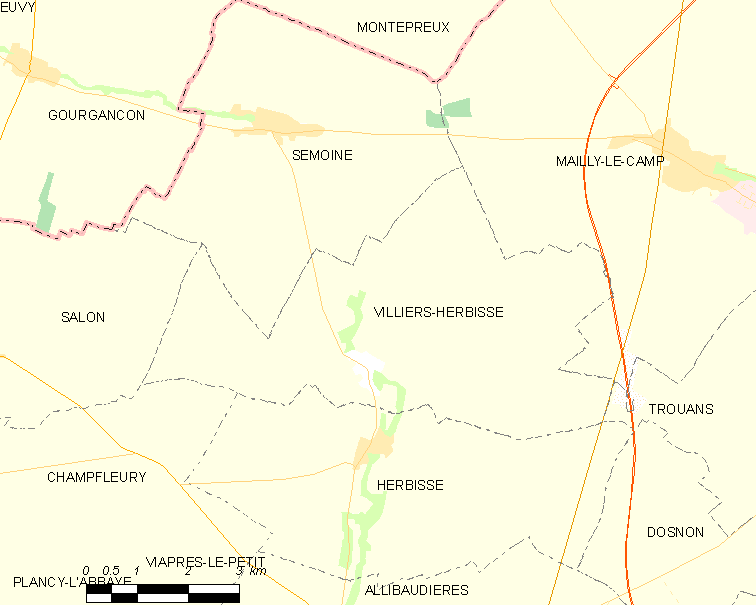
维利耶埃尔比斯的OSM定位图

维利耶埃尔比斯的时区为UTC+01:00、UTC+02:00（夏令时）。

## 行政
维利耶埃尔比斯的邮政编码为10700，INSEE市镇编码为10430。

## 政治
维利耶埃尔比斯所属的省级选区为奥布河畔阿尔西县。

## 人口

1962-2008年间维利耶埃尔比斯人口变化图示

维利耶埃尔比斯于2022年1月1日时的人口数量为82人。